# Ruth Landmann
Ruth Landmann, geb. Kerckhoff (* 7. Februar 1912 in Brilon; † 31. Oktober 2008 in Osnabrück) war eine deutsche Keramikerin auf dem Gebiet des freien künstlerischen Gestaltens im Bereich Baukeramik.

## Leben
Ruth Landmann studierte von 1932 bis 1935 zunächst an der Kunstgewerbeschule Aachen und dann an der Technischen Hochschule Aachen, u. a. bei Rudolf Schwarz, Hans Schwippert, Anton Wendling und Anton Schickel. Von 1935 bis 1938 machte sie eine Töpferlehre in der Werkstatt von Wim Mühlendyck in Höhr-Grenzhausen. 1939 heiratete sie den Glasmaler Theo M. Landmann. Im gleichen Jahr gründete sie ihre eigene keramische Werkstatt in Osnabrück, in der ab 1940 zeitweise auch ihre Schwester, die Bildhauerin Eva Burgeff arbeitete. Zunächst noch überwiegend mit der Herstellung von Gefäßkeramik und Kachelbildern beschäftigt, verlagerte sich ab 1950 der Schwerpunkt ihrer Tätigkeit auf das Gebiet des freien künstlerischen Gestaltens im Bereich der Baukeramik. Hinzu kamen großflächige Arbeiten in Mosaik, Emaille und Entwürfe für Bleiglasfenster und Betonglasfenster. Sie war bis in das Jahr 2001 kreativ tätig und starb am 31. Oktober 2008 in Osnabrück.

## Werk

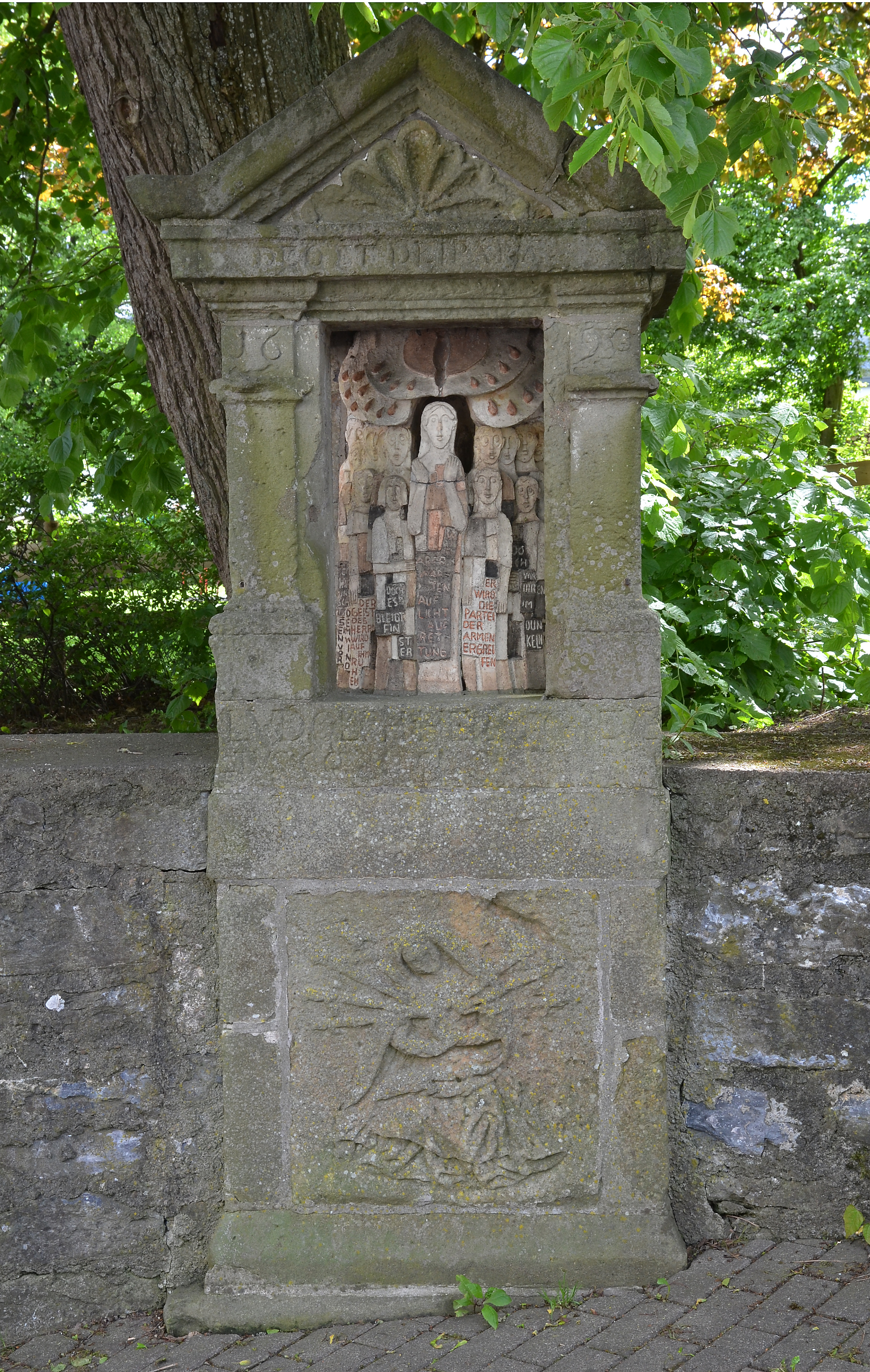
Ersatz der Darstellung von 1690 in einem Bildstock von 1690 in Brilon

Die Arbeiten von Ruth Landmann sind in sakralen und profanen Räumen und Gebäuden zu finden. Auftraggeber waren Städte und Gemeinden, Bistümer und Kirchen.
Zu Beginn ihrer künstlerischen Tätigkeit führte Ruth Landmann die keramischen Wandgestaltungen noch flächig aus. Die meist gegenständlichen, figürlichen Zeichnungen, wurden in Kacheln eingeritzt und die Flächen mit farbigen Engoben oder Glasuren angelegt. Später bearbeitete sie das keramische Material detaillierter. Es entstanden großformatige, farbig glasierte und engobierte Reliefs und Flachreliefs mit einer eigenen, typischen Oberflächenmodellierung und -gestaltung.
Bei der Bearbeitung der Themen verband Ruth Landmann ihre christlich-religiöse Grundeinstellung im Laufe ihrer langjährigen Schaffenszeit immer enger mit naturwissenschaftlichen und geisteswissenschaftlichen Erkenntnissen. Dies brachte sie in der Gestaltung unverwechselbar zum Ausdruck.

### Werke (Auswahl)
- 1954: Keramiksäulen im Foyer der Rheinischen Friedrich-Wilhelms-Universität Bonn
- 1966–1967: Chorwandrelief „Das himmlische Jerusalem“ in der Kirche St. Elisabeth in Osnabrück
- 1971: Wandgestaltung „Die geistige Potenz der Materie“ in der Aula des Städtischen Gymnasiums in Eschweiler
- 1985: Wandrelief „Kosmisches Ereignis“ in der Friedhofskapelle in Melle, Wellingholzhausen
- 1999: „Marienfries“ im Garten der Gutskirche Maria Immaculata in Brandlecht